# Asesinato de María Belén Bernal
El asesinato de María Belén Bernal tuvo lugar el 11 de septiembre de 2022 en la ciudad de Quito, Ecuador. Este hecho delictivo tuvo una gran repercusión a nivel nacional y cobertura mediática al verse implicada la institucionalidad de la Policía Nacional. Bernal fue vista por última vez entrando a las instalaciones de la Escuela Superior de Policía Gral. Alberto Enríquez Gallo en el sector de Pusuquí, al norte de Quito, el 11 de septiembre en horas de la madrugada. Su cadáver fue hallado 10 días después, el 21 de septiembre de 2022, en una quebrada del cerro Casitagua.

## Víctima
María Belén Bernal Otavalo nació el 14 de marzo de 1988, en la ciudad ecuatoriana de Quito.
Realizó estudios de derecho en la Facultad de Jurisprudencia de la Universidad Central, donde se graduó de abogada. Obtuvo una especialidad y un magíster en Derecho Penal en la Universidad Andina Simón Bolívar. También era magíster en Litigación Oral en la California Western School of Law. Antes de su desaparición cursaba una maestría en Derecho Procesal Penal en una universidad ecuatoriana.
Trabajaba para la firma Defensa Penal Group y era parte del grupo de seis mujeres que llevan casos enfocados mayormente en materia penal.
Fue parte del caso de Alejandro Páliz, el abogado y motociclista que falleció en noviembre del 2021. El hombre se impactó contra una patrulla de la Agencia Metropolitana de Tránsito (AMT), en la avenida Simón Bolívar. Bernal defendió la posición de la familia del profesional de que la responsabilidad del siniestro fue de quien conducía la camioneta de esa institución municipal.
Bernal había llevado también casos de agresión sexual, violencia de género, defensa a policías, pensiones de alimentos y otros.
En 2017, se casó con el policía (con grado de teniente), Germán Cáceres. La pareja vivía en la zona de Conocoto, en el sur de Quito. Allí vivía Isaac, de 13 años, hijo de una relación anterior de Bernal.

## Cronología

### Desaparición
Bernal, según versiones de testigos, acudió hasta la Escuela de Policía a visitar a su cónyuge, el teniente Germán Fernando Cáceres del Salto, quien fungía como instructor dentro del recinto policial. La visita concluyó en una discusión entre la pareja por temas de una presunta infidelidad por parte del servidor policial. Varios testigos escucharon gritos, forcejeos y golpes. Después de ese día, Bernal no volvió a aparecer ni consta registro de salida de la Escuela de Policía. 

### Denuncia, versión y fuga de Cáceres
Al día siguiente, Cáceres presentó una denuncia en la Fiscalía por la desaparición de Bernal, por presión de su suegra, la madre de María Belén. Para el 13 de septiembre (tercer día de desaparecida), Cáceres rindió su versión libre y voluntaria sobre este caso en la Fiscalía, en la que manifestó que él había salido con Bernal en su auto y la había dejado en la avenida Simón Bolívar para que tome un taxi. Luego de la versión, desde las 14:40 se retuvo a Cáceres para investigaciones dentro de la Fiscalía por alrededor de ocho horas, hasta la 22:40 en el que fue liberado. La autorización legal para el seguimiento y vigilancia del teniente Cáceres recién llegó a las 02:00 del día 14 de septiembre, sin embargo, cuando los agentes aprehensores acudieron a detener a Cáceres, éste ya se había fugado.

### Labores de búsqueda
Elizabeth Otavalo, madre de Bernal, encabezó labores de búsqueda junto a agentes policiales en sectores cercanos al lugar de los hechos. Otavalo también recibió apoyo de varias organizaciones sociales, quienes ejercieron presión en las autoridades.

### Hallazgo del cadáver
Luego de varios días de búsqueda por parte de agentes policiales en sitios cercanos al lugar de los hechos, María Belén Bernal fue hallada sin vida en el cerro Casitagua, a 10 minutos de la Escuela de Policía, el miércoles 21 de septiembre del 2022. Se confirmó la muerte de Bernal tras un comunicado por parte del presidente Guillermo Lasso en su cuenta de Twitter aproximadamente a las 2:30 de la tarde del miércoles 21 de septiembre y tras este hecho, empezaron algunas organizaciones sociales a movilizarse en cada ciudad del país para exigir justicia y por ende pedir cuentas a la Policía Nacional del Ecuador por este crimen.
Se pudo determinar como su causa de muerte estrangulación y asfixia.
Los esfuerzos se han centrado en dar con el paradero del teniente Germán Cáceres, quien es el principal sospechoso.

### Eventos posteriores
El jueves 22 de septiembre, el cuerpo de María Belén fue velado en capilla ardiente posteriormente en el teatro de la Universidad Central del Ecuador en Quito, se pidió justicia y cero impunidad, y al otro día viernes 23 María Belén fue sepultada en el Camposanto Monteolivo.

### Detención del sospechoso
El 30 de diciembre del 2022, fue detenido en el corregimiento de Palomino en el Departamento de La Guajira en Colombia, haciéndose pasar por un tendero en un bar, el teniente Cáceres el principal sospechoso del femicidio de María Belén habría usado vocabulario que solo se usa en Ecuador, palabras como: “Gracias, ñaño” utilizaba al agradecer propinas por esa razón llegaron a capturarlo por el vocabulario y su rostro, por el que las autoridades en ese momento están realizando el respectivo papeleo para que sea extraditado hacia Ecuador para que sea juzgado por el crimen cometido.

## Repercusión en los medios

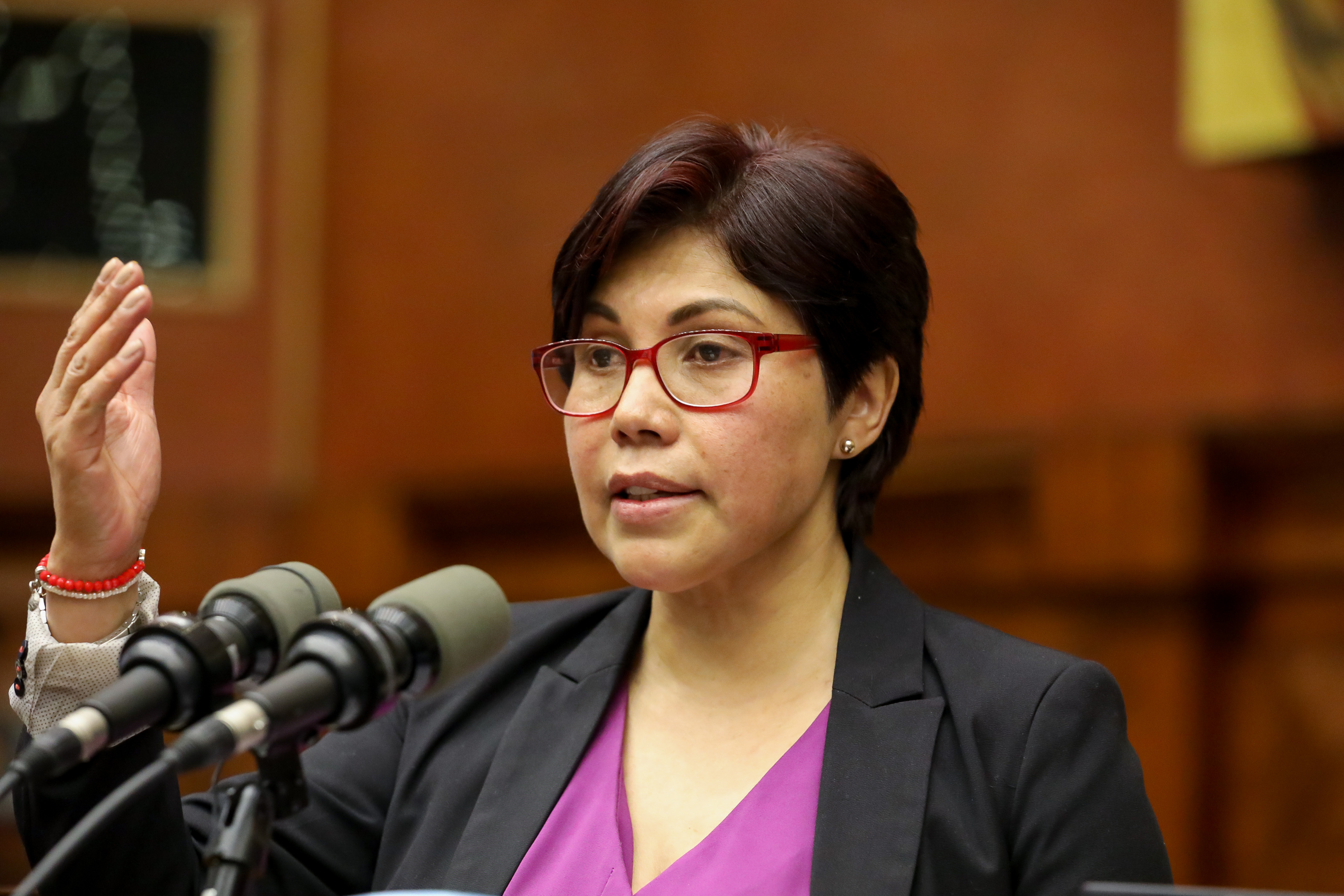
La madre de María Belén Bernal (Elizabeth Otavalo Paredes) se dirige a la Asamblea Nacional de Ecuador el 27 de septiembre de 2022

El caso de asesinato de Bernal (femicidio) tuvo una gran repercusión que afectó a la imagen de la Policía Nacional y del Gobierno. Producto de los acontecimiento, se iniciaron procesos judiciales y administrativos en contra de cadetes y oficiales de Policía que no brindaron auxilio a Bernal.
El presidente Guillermo Lasso anunció la cesión del general Patricio Carrillo del cargo de ministro del Interior, así como la destitución, separación y degradación de varios otros miembros de la Policía, así mismo pidió ayuda internacional y el derrocamiento del edificio donde supuestamente ocurrieron los hechos, esto agravaría más la crisis institucional de le PP.NN. de Ecuador, ya que se estaría manipulando la escena del crimen.
De igual manera el primer mandatario nombró como nuevo ministro del interior a Juan Zapata, exdirector del Sistema de Seguridad de Ecuador ECU-911, y dio un plazo de ocho días al comandante general de la Policía para que capturen al exteniente Germán Cáceres del Salto, hecho que no se ha cumplido hasta el momento, por lo que se extendió el plazo hasta el día lunes 3 de octubre de 2022, haciendo entrever que no existe un liderazgo y cumplimiento de disposiciones emitidas por la primera autoridad de ese país, lo que para muchos hace pensar que existiría encubrimiento de dicho atroz crimen ya que en este caso estarían involucrados Oficiales de Alto rango en el grado de Generales de Policía y Coroneles.
Para septiembre de 2023, el exministro y asambleísta electo, Patricio Carrillo Rosero acusó al presidente Guillermo Lasso de haber pactado con un sector de la cúpula policial, para permitirles conservar su cargo tras el asesinato de María Belén Bernal, a cambio de encubrir a los implicados del caso Encuentro.